# 広済寺 (千葉県横芝光町)
広済寺（こうさいじ）は、千葉県山武郡横芝光町虫生にある真言宗智山派の寺院。山号は慈士山。

## 縁起
鎌倉時代の初期、薩摩の僧侶石屋和尚が諸国を遊行の途中虫生の里に立寄り、辻堂を仮の宿とした時、「妙西信女」という17歳の新霊が地獄の鬼どもに攻めたてられる様子を目の当たりにし、地獄絵さながらのすさまじさに驚いたという。そして翌日娘の墓参に来た新霊の父母であるこの地の領主椎名安芸守夫婦にこの様子を話したところ、領主椎名安芸守は自分の悪行を悔い娘の菩提を弔うため寺を建立し、石屋和尚が開山することとなった。建久7年（1196年）のこととされ、娘の法名「妙西」を「広西」と改め慈士山地蔵院広西（現在は済）寺と称したとのことである。
ところがその年の夏虫生の里に突然雷雨が起こり、開山した寺の庭に、青鬼・黒鬼・赤鬼・白鬼・祖老母の面などが天から降って来て、青鬼と白鬼の面は失われたものの、石屋和尚は残りの面を寺内に止め置いたとされる。
一方、当時鎌倉に住む、運慶・湛慶・安阿弥の3人の仏師が、ある夜「和尚と夫婦が辻堂に塔婆を立ててこもっていたところ、いろいろな鬼が出て来て、亡者を攻めたてているのを、菩薩がご覧になられている。」という同じ夢を見て、夢の舞台である虫生の里を尋ねることになった。そして3人の仏師は虫生に至り、石屋和尚に逢って話を聞いて、閻魔大王、倶生神、老母、菩薩などの面を彫り献納したい旨を申し出、面が整ったという。
3人の仏師は自ら作った面を顔に当て、石屋和尚もまた面を当てすさまじい舞を舞って、集まった壇徒一同に披露した。ちょうどその日はお盆の7月16日であった。そしてその後も地獄の様、菩薩の救いを示す鬼来迎は毎年7月16日 (旧暦)に行われるようになったと言われている。

## 文化財
月遅れのお盆の8月16日に演じられる鬼来迎は、1976年（昭和51年）5月4日、重要無形民俗文化財に指定された。
広済寺の鬼来迎面（13面）は、2002年（平成14年）3月29日に千葉県の有形民俗文化財に指定された。

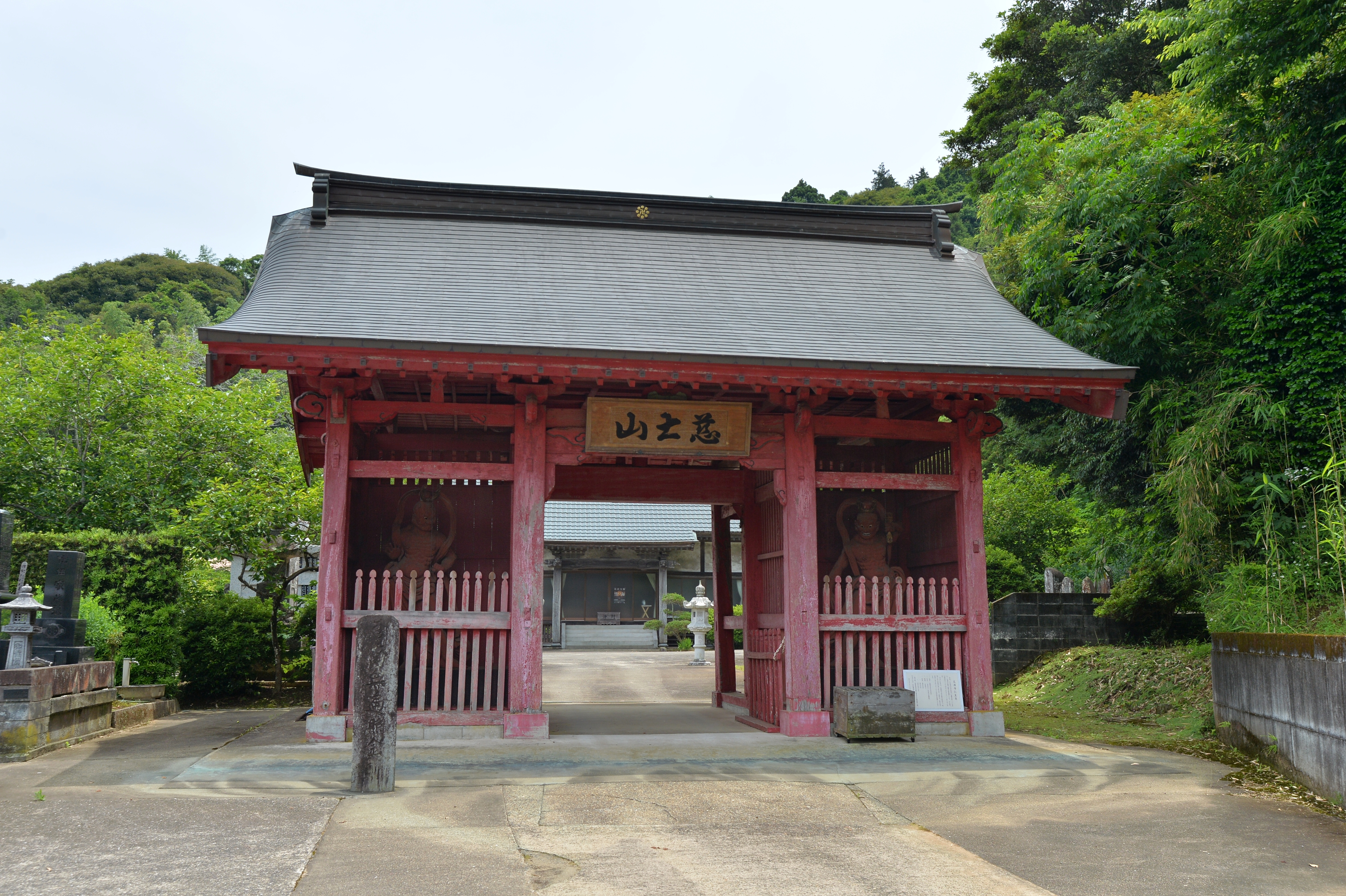
山門
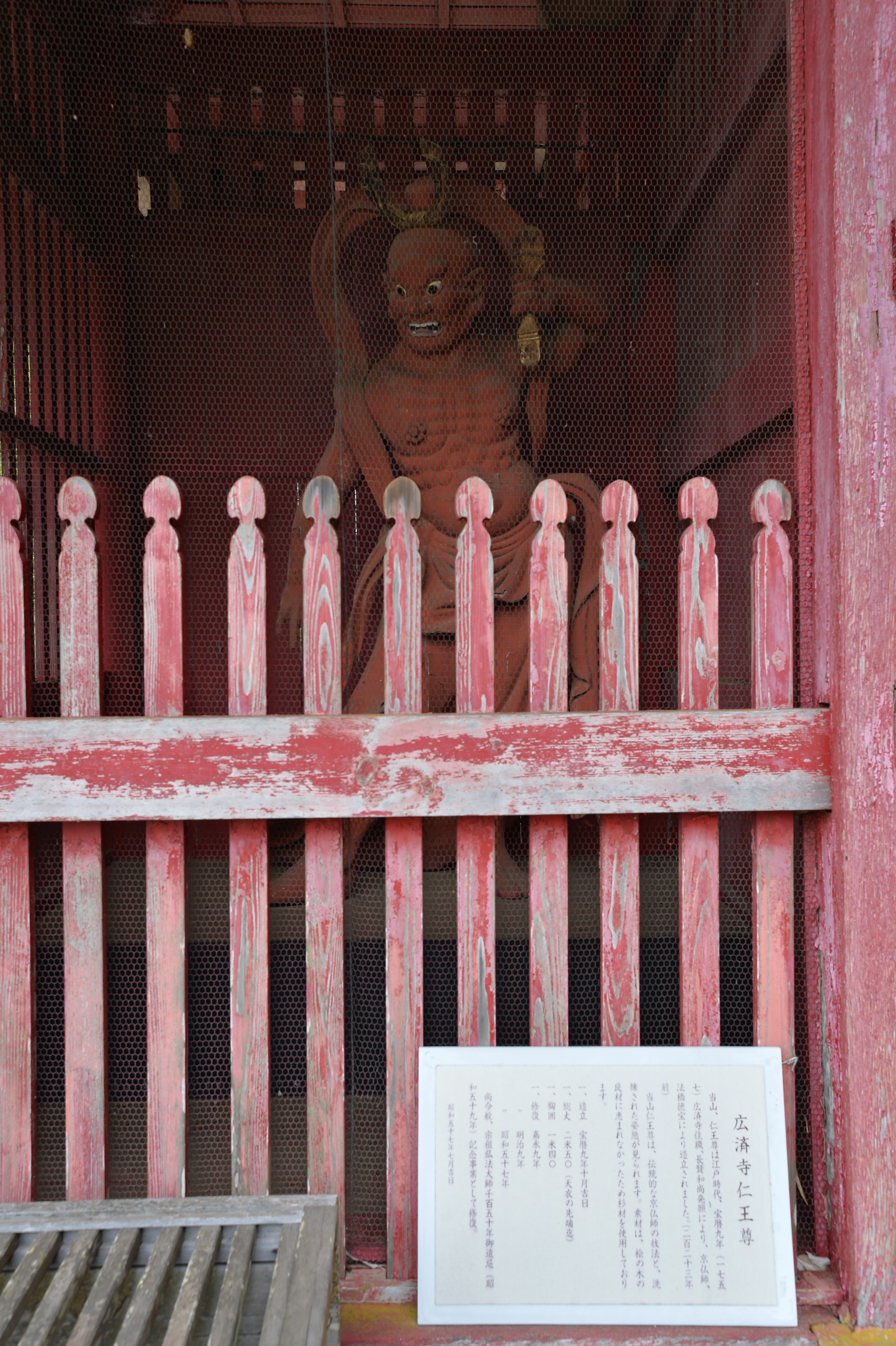
仁王像（阿形）
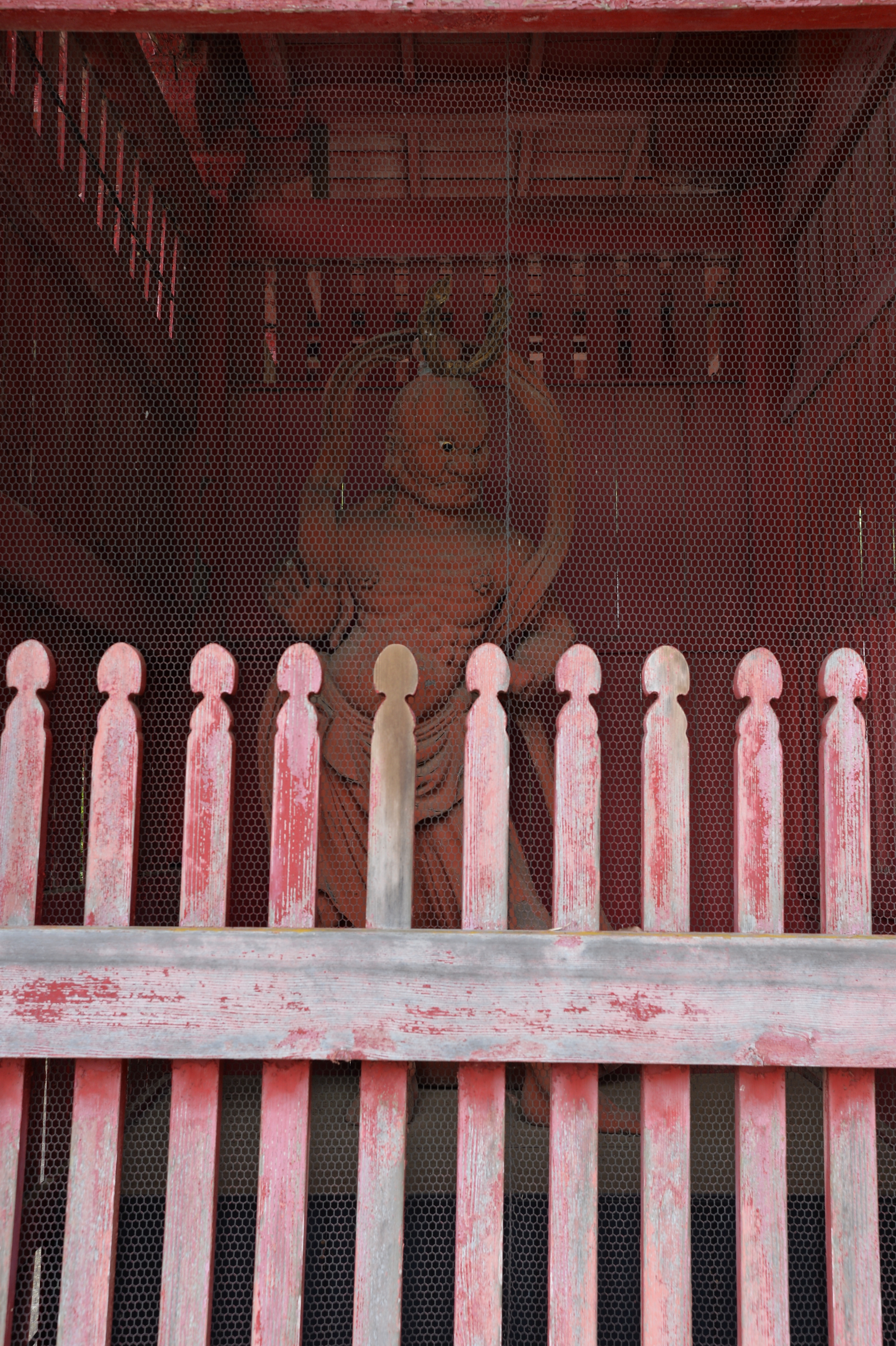
仁王像（吽形）
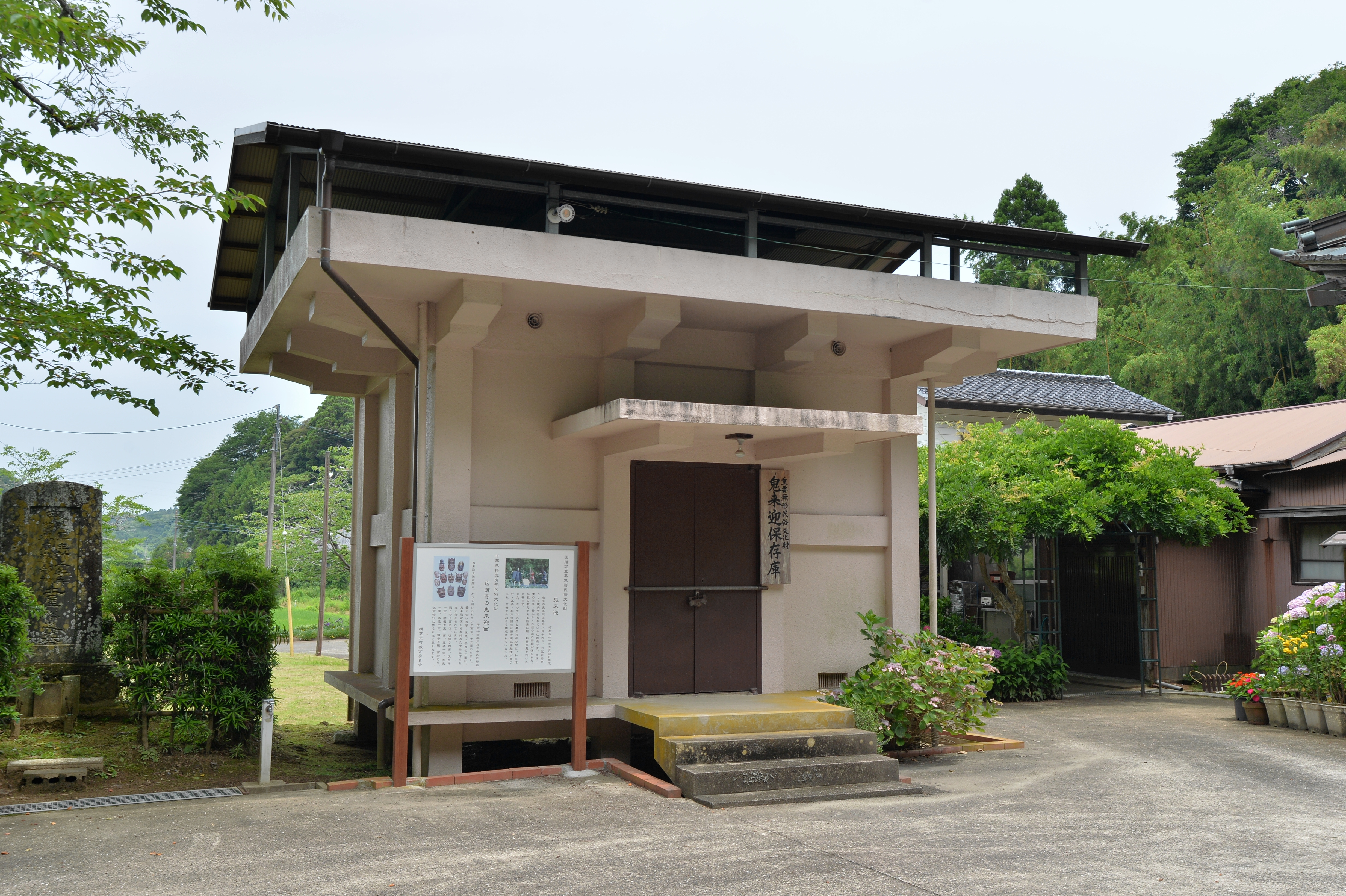
鬼来迎保存庫

## 交通アクセス
- JR東日本総武本線横芝駅より徒歩45分。